# Eleutherius (Märtyrer)
Eleutherius (* um 90; † um 138? in Aecae) war ein Bischof in Illyrien und Märtyrer.
Eleutherius verlor der Überlieferung zufolge früh seinen Vater und wurde in jungen Jahren von seiner christlichen Mutter Anthia zum Bischof von Rom, Anaklet, gebracht, um in der christlichen Lehre unterrichtet zu werden. Eleutherius soll bereits mit 16 Jahren Diakon, mit 18 Presbyter und mit 20 Jahren Bischof von Illyricum geworden sein, wo er zahlreiche Menschen dem christlichen Glauben zugeführt habe. Das Martyrium habe er dann unter Kaiser Hadrian in der Stadt Aecae, der heutigen Kleinstadt Troia in Apulien, erlitten, nachdem er auf verschiedene Arten und Weisen gefoltert worden sei. Gemeinsam mit ihm seien auch Paternius Calocerus, Febus, Procelus, Apollonius, Fortunatus, Crispinus, Expeditus, Mappalicus, Victorinus und Gagus wegen ihres Glaubens getötet worden. Anthia, die den Leichnam ihres Sohnes in den Arm genommen habe, sei kurz darauf enthauptet worden.
Eleutherius wird besonders in Süditalien verehrt. Reliquien befinden sich in Rieti, Troia und Velletri. Er ist Stadtpatron von San Ginesio und Belforte del Chienti.